# Johanna Tesch
Johanna Friederike Tesch, née Johanna Carillon le 24 mars 1875 à Francfort-sur-le-Main et morte le 13 mars 1945 à Ravensbrück, est une femme politique allemande, membre du parti social-démocrate d'Allemagne.

## Biographie
Elle est le cinquième enfant du maître tailleur Johann Bernhard Carillon (1838-1908) de Wehrheim im Taunus et de son épouse Johanna Maria Pauly (1842-1917). Elle se marie en 1899 et donne naissance à trois fils. En 1902, elle est l'une des fondatrices d'une association éducative pour les femmes et les filles (Bildungsvereins für Frauen und Mädchen) et dirige l'Association des employés de maison et de bureau. En 1906, elle préside la section de Francfort de l'Association centrale des employés de maison et de bureau, et en 1916 elle fait partie de la Députation municipale pour les aliénés et les épileptiques. Elle adhère au SPD, le parti social-démocrate, en 1909 (jusqu'en 1908, il était interdit aux femmes prussiennes d'adhérer à un parti politique. ). La date d'adhésion mentionnée dans le registre du parti indique 1902.
Elle est élue à l'Assemblée nationale de Weimar en 1919 et est membre du groupe parlementaire SPD au Reichstag de 1920 à 1924. Après 1933, elle vit retirée avec son époux dans le quartier de Riederwald à Francfort.
Après l'échec du complot de juillet 1944, elle est arrêtée par les nazis le 22 août 1944, dans le cadre de l'Aktion Gitter, et déportée au camp de concentration pour femmes de Ravensbrück. Elle meurt le 13 mars 1945, probablement de malnutrition. Elle envoyait régulièrement à sa famille des cartes postales et des lettres censurées par les SS afin de les rassurer.

## Commémoration

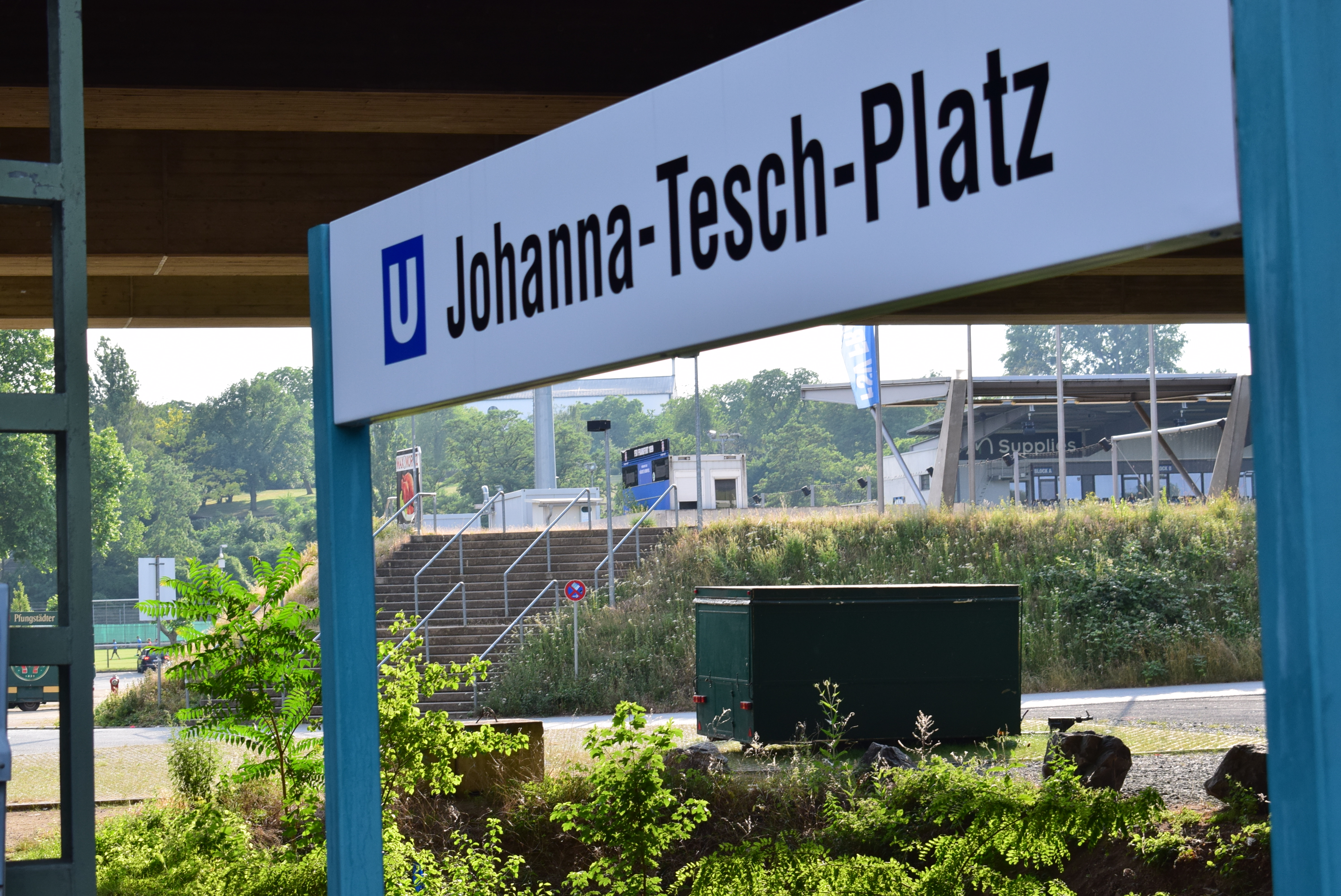
Station de métro Johanna-Tesch-Platz

Depuis 1995, une plaque commémorative est posée à son domicile Am alten Volkshaus 1 (anciennement : Max-Hirsch-Str. 32) pour commémorer la « combattante pour la démocratie et la justice ». La ville de Francfort-sur-le-Main lui a rendu hommage en renommant la place Schulze-Delitzsch en Johanna-Tesch-Platz.
Berlin lui rend hommage avec l'une des 96 plaques commémoratives des membres du Reichstag assassinés par les nationaux-socialistes près du Reichstag, et dans une rue de Niederschöneweide. Un jardin d'enfants géré par l'Arbeiterwohlfahrt (AWO) à Gummersbach porte son nom. Il existe une école Johanna Tesch à Francfort-sur-le-Main depuis 2019.